# Lingua pingelapese
La lingua pingelapese, chiamata anche pingelap o pingilapese, è una lingua micronesiana parlata negli Stati Federati di Micronesia. 

## Distribuzione geografica
Secondo l'edizione 2009 di Ethnologue, la lingua è parlata in Micronesia da 500 persone a Pingelap e 2000 a Pohnpei. La lingua è attestata anche a Guam e negli Stati Uniti d'America. Globalmente, i locutori sono 3000.